# 3e congresdistrict van Alabama

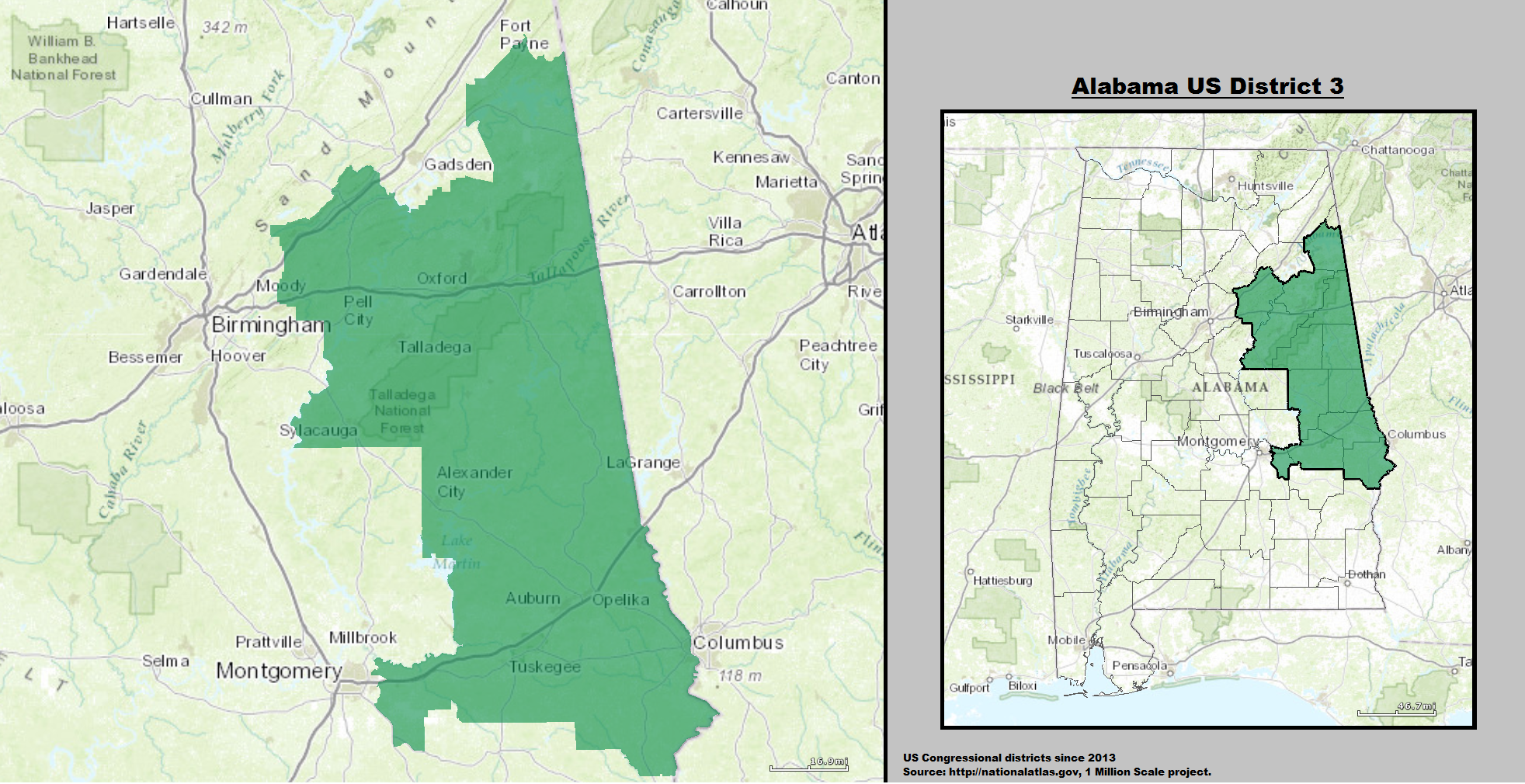
De locatie van het district in de staat Alabama.

Het 3e congresdistrict van Alabama is een kiesdistrict voor het Amerikaanse Huis van Afgevaardigden. Het district bevat de county's Mobile, Washington, Escambia, Baldwin en Monroe. Ook bevat het een deel van Clarke County. Sinds 3 januari 2011 is Republikein Martha Roby de afgevaardigde voor het district.

## Presidentsverkiezingen
| Jaar | Resultaten                          | Winnende partij | Winnende partij      |
| ---- | ----------------------------------- | --------------- | -------------------- |
| 2000 | George W. Bush 52% - Al Gore 47%    |                 | Republikeinse Partij |
| 2004 | George W. Bush 58% - John Kerry 41% |                 | Republikeinse Partij |
| 2008 | Barack Obama 43% - John McCain 56%  |                 | Republikeinse Partij |
| 2012 | Mitt Romney 62% - Barack Obama 38%  |                 | Republikeinse Partij |
| 2016 | Donald Trump - Hillary Clinton      |                 | Republikeinse Partij |